# Katechismus katolické církve
Tento článek je o katechismu z roku 1992. Další katolické katechismy viz Katechismus.

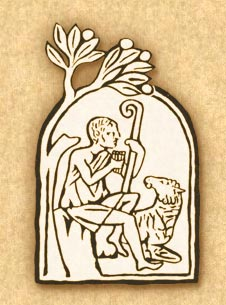
Obrázek („logo“) z vazby a titulní strany Katechismu katolické církve pochází z křesťanského náhrobního kamene (Domiciliny katakomby, 3. stol. po Kr.). Představuje Krista, Dobrého pastýře, který vede a chrání své věřící (ovce) svou autoritou (hůl), svolává je melodií pravdy (flétnou) a dává jim odpočinout ve stínu „stromu života“: svého spásného kříže.

Katechismus katolické církve (latinsky Catechismus Catholicae Ecclesiae; běžně nazývaný Katechismus nebo KKC) je oficiální systematické základní dílo, které shrnuje nauku katolické církve o víře i mravech. Byl vyhlášen papežem Janem Pavlem II. v roce 1992 jako podklad pro tvorbu místních katechismů, je určen především těm, kteří (v církvi) odpovídají za katechezi, a nabízí se jako „užitečná četba pro všechny ostatní věřící křesťany“. Byl přeložen a vydán ve více než dvaceti světových jazycích. 
Jeho latinská verze (editio typica) byla schválena papežem Janem Pavlem II. prostřednictvím apoštolského listu Laetamur magnopere z 15. srpna 1997. Jan Pavel II. jej označil za „Katechismus II. vatikánského koncilu“.

## Příprava
Rozhodnutí vydat oficiální katechismus bylo přijato na druhém mimořádném generálním shromáždění biskupské synody, které svolal papež Jan Pavel II. na 25. ledna 1985, aby zhodnotil pokrok v realizaci cílů II. vatikánského koncilu u příležitosti 20. výročí jeho ukončení. Účastníci shromáždění vyjádřili přání, aby „byl sestaven katechismus nebo kompendium veškerého katolického učení týkajícího se jak víry, tak morálky, aby se mohl stát takříkajíc opěrným bodem pro katechismy nebo kompendia, která jsou připravována v různých regionech. Prezentace nauky musí být biblická a liturgická. Musí to být zdravá nauka vhodná pro současný život křesťanů“.
Jan Pavel II. uvádí, že v roce 1986 vytvořil komisi složenou z 12 kardinálů a biskupů, které předsedal kardinál Joseph Ratzinger (pozdější papež Benedikt XVI.), aby připravila první návrh Katechismu. Této komisi pomáhal výbor složený ze sedmi diecézních biskupů, odborníků na teologii a katechezi.
První hlavní část Katechismu, která se zabývá vyznáním víry, vypracovali biskup José Manuel Estepa Llaurens a biskup Alessandro Maggiolini. Druhou hlavní část, věnovanou svátostem, vypracovali budoucí kardinálové Jorge Medina a Estanislao Esteban Karlic. Třetí hlavní část, o životě v Kristu, vypracovali budoucí kardinál Jean Honoré a biskup David Konstant. Poslední hlavní část, o modlitbě, vypracoval P. Jean Corbon, libanonský melchitský kněz. Glosář ke katechismu napsal budoucí prefekt CDF William Levada. Redakčním tajemníkem projektu byl budoucí kardinál Christoph Schönborn OP.
Při vzpomínce na tyto dny Ratzinger v roce 2011 řekl: „Musím přiznat, že i dnes se mi zdá jako zázrak, že se tento projekt [Katechismus katolické církve] nakonec podařil“.
Také kardinál Georges Cottier uvedl, že na Katechismu pracoval.

## Promulgace
Fidei depositum odkazuje na tento článek. Nezaměňovat s článkem o souboru zjevené pravdy v Písmu a posvátné tradici – viz Depositum fidei.
Katechismus katolické církve, který jsem schválil 25. června minulého roku a jehož vydání jsem dnes nařídil na základě své apoštolské autority, je vyjádřením víry církve a katolické nauky, potvrzené nebo osvětlené Písmem svatým, apoštolskou tradicí a magisteriem církve. Prohlašuji, že je platným a legitimním nástrojem církevního společenství a jistou normou pro vyučování víry.
— Jan Pavel II., Fidei depositum, IV. část
Katechismus byl promulgován Janem Pavlem II. 11. října 1992, v den 30. výročí zahájení II. vatikánského koncilu, apoštolskou konstitucí Fidei depositum (česky Poklad víry).
15. srpna 1997 – na slavnost Nanebevzetí Panny Marie – promulgoval Jan Pavel II. svým apoštolským listem Laetamur magnopere latinské vzorové vydání (editio typica).

## Publikace
Ve francouzštině byl KKC vydán v roce 1992, ve Spojených státech vyšel anglický překlad v roce 1994 a před jeho vydáním bylo předobjednáno více než 250 000 výtisků s poznámkou, že „podléhá revizi podle latinského vzorového vydání (editio typica), až bude vydán“.
Latinské vzorové vydání, oficiální referenční text promulgovaný 15. srpna 1997, změnilo na několika místech obsah prozatímního francouzského textu, v důsledku čehož musely být dřívější překlady z francouzštiny do jiných jazyků (včetně angličtiny) pozměněny a znovu vydány jako „druhá vydání“.
V této fázi se po celém světě prodalo přes osm milionů výtisků a kniha vyšla ve více než dvaceti jazycích.

## Věroučná hodnota
V apoštolské konstituci Fidei depositum Jan Pavel II. prohlásil, že Katechismus katolické církve je „platným a legitimním nástrojem církevního společenství a spolehlivou normou pro výuku víry“, a zdůraznil, že „nemá nahradit místní katechismy řádně schválené církevními autoritami, diecézními biskupy a biskupskými konferencemi“.
Katechismus uvádí:
11 Účelem tohoto katechismu je předložit uspořádaný a souhrnný výklad podstatných a základních složek katolického učení, jak o víře, tak o morálce, a to ve světle 2. vatikánského koncilu a celkové tradice Církve. Jeho hlavními prameny jsou Písmo svaté, církevní Otcové, liturgie a učitelský úřad Církve. Katechismus je určen k tomu, aby sloužil jako „vodítko pro katechismy a kompendia, které se připravují v různých zemích“.

12 Tento katechismus je určen zejména těm, kdo jsou za katechezi zodpovědní: na prvním místě biskupům jako učitelům víry a církevním pastýřům. Má jim být nástrojem k plnění úkolu učit Boží lid. Prostřednictvím biskupů je určen redaktorům katechismů, kněžím a katechetům. Bude však též užitečnou četbou pro všechny ostatní věřící křesťany.

## Obsah katechismu
Katechismus je zdrojem, z něhož vycházejí další katolické katechismy (např. Youcat nebo United States Catholic Catechism for Adults [Americký katolický katechismus pro dospělé]) a další výklady katolické nauky. Jak se uvádí v apoštolské konstituci Fidei depositum, kterou bylo nařízeno jeho vydání, byl vydán proto, „aby byl jistým a autentickým základním textem pro výuku katolické nauky a zejména pro přípravu místních katechismů“.
Katechismus katolické církve je rozdělen do 4 hlavních částí:
- Vyznání víry (krédo)
- Slavení křesťanského tajemství (liturgie, svátosti)
- Život v Kristu (morálka, Desatero)
- Křesťanská modlitba (včetně Otčenáše)

Samotný text je bohatě opoznámkován a propojen s prameny, z nichž byl katechismus sestaven, tj. s Biblí, církevními Otci a ekumenickými koncily.
Kapitola o Písmu v katechismu zahrnuje patristickou tradici „duchovní exegeze“, která byla dále rozvinuta scholastickým učením o „čtyřech smyslech“. Katechismus upřesňuje, že nezbytný duchovní výklad je třeba hledat prostřednictvím čtyř smyslů Písma.
Doslovný smysl se týká významu samotných slov, včetně případných přenesených významů. Duchovní smysl se týká významu věcí (osob, míst, předmětů nebo událostí), které slova označují. Ze tří duchovních smyslů je alegorický smysl základní. Vztahuje osoby, události a instituce dřívějších smluv k osobám, událostem a institucím smluv pozdějších, a zejména k Nové smlouvě. V návaznosti na alegorický smysl dává morální smysl pokyny ohledně jednání a anagogický smysl poukazuje na konečný osud člověka. Učení Katechismu o Písmu podnítilo snahu o smluvní teologii, přístup, který využívá čtyři smysly ke strukturování dějin spásy prostřednictvím biblických smluv.

### Paragraf 2267 (trest smrti)
Hlavní článek: Katolická církev a trest smrti
Jedna ze změn v aktualizaci z roku 1997 spočívala v zahrnutí postoje k trestu smrti, který Jan Pavel II. hájí v encyklice Evangelium vitae z roku 1995.
Paragraf týkající se trestu smrti (2267) byl v roce 2018 papežem Františkem znovu revidován.
V dřívějším textu (1997) bylo uvedeno:
Za předpokladu, že identita viníka a jeho odpovědnost byly plně určeny, tradiční učení církve nevylučuje použití trestu smrti, pokud je to jediný možný způsob účinné obrany lidských životů proti nespravedlivému agresorovi.
Pokud však k obraně a ochraně bezpečnosti lidí před agresorem postačují nesmrtící prostředky, autorita se omezí na tyto prostředky, neboť ty více odpovídají konkrétním podmínkám obecného dobra a jsou více v souladu s důstojností lidské osoby.
Dnes jsou totiž v důsledku možností, které má stát k účinnému předcházení trestné činnosti tím, že toho, kdo spáchal trestný čin, učiní neschopným škodit – aniž by mu definitivně odňal možnost vykoupit se – případy, kdy je poprava pachatele absolutní nutností, „velmi vzácné, ne-li prakticky neexistující“.
Změna katechismu z roku 2018 zní:
Užití trestu smrti ze strany legitimní moci po spravedlivém procesu bylo dlouho považováno za přiměřenou reakci na závažnost některých trestných činů a za přijatelný, i když krajní prostředek ochrany obecného blaha.
Dnes však roste povědomí o tom, že důstojnost člověka se neztrácí ani po spáchání velmi závažných trestných činů. Kromě toho se objevilo nové chápání významu trestních sankcí ukládaných státem. A konečně byly vyvinuty účinnější systémy zadržení, které zajišťují náležitou ochranu občanů, ale zároveň definitivně nezbavují viníka možnosti nápravy.
Církev proto ve světle evangelia učí, že „trest smrti je nepřípustný, protože je útokem na nedotknutelnost a důstojnost osoby“, a katolická církev odhodlaně pracuje na jeho zrušení na celém světě.

## Recepce
V roce 1992 kardinál Joseph Ratzinger (pozdější papež Benedikt XVI.) prohlásil:
[Katechismus katolické církve] jasně ukazuje, že problém toho, co máme jako lidé dělat, jak máme žít, abychom se my i svět stali spravedlivými, je zásadním problémem naší doby a v podstatě všech věků. Po pádu ideologií se problém člověka – morální problém – představuje v dnešním kontextu zcela novým způsobem: Co máme dělat? Jak se má život stát spravedlivým? Co nám a celému světu může dát budoucnost, která stojí za to, aby se žilo? Vzhledem k tomu, že katechismus pojednává o těchto otázkách, jedná se o knihu, která zajímá mnoho lidí, a to daleko za hranicemi čistě teologických či církevních kruhů.
Ulf Ekman, bývalý charismatický pastor a zakladatel společnosti Livets Ord, říká, že Katechismus je „nejlepší kniha, jakou kdy četl“.

## Odvozená díla
Kompendium Katechismu katolické církve vyšlo v roce 2005, první vydání v angličtině v roce 2006. Jedná se o stručnější, dialogičtější a ilustrovanou verzi katechismu.:Úvod Text Kompendia je k dispozici ve čtrnácti jazycích na webových stránkách Vatikánu, kde je také uveden text samotného katechismu v deseti jazycích. V češtině vyšlo Kompendium Katechismu katolické církve v roce 2006.
V roce 2011 bylo papežem Benediktem XVI. představeno vydání KKC pro mládež u příležitosti XXVI. Světových dní mládeže – Youcat. Cílem této publikace z roku 2011 je pomoci mladým lidem porozumět Katechismu.